# Journal of Fish Biology
Journal of Fish Biology («Журнал біології риб») — британський академічний журнал. Це провідний міжнародний рецензований журнал для вчених, які займаються всіма аспектами біології риб. Його статті охоплюють всі аспекти біологічних досліджень риб і рибальства, як прісноводних, так і морських. Заснований у 1969 році. Він є офіційним журналом Товариства рибальства Британських островів. У 2009 році журнал внесено до «Списку 100 найвпливовіших журналів з біології і медицини за останні 100 років». Публікується щомісяця у видавництві Wiley-Blackwell.